# Antibioteràpia extrahospitalària
Guia que tracta del tractament amb antibiòtics de patologia infecciosa extrahospitalària. Així, no estan incloses malalties de diagnòstic o de seguiment hospitalari, com per exemple la tuberculosi o la sida.
No s'utilitza l'escriptura dels mil·ligrams per indicar la posologia. S'utilitzen algunes abreviatures:
- De temps: h = hores; d = dies i s = setmanes. Habitualment precedit amb el signe "×", traduïble per "durant" o "per".
- Al·lèrgia β-l. = Al·lèrgia a β-lactàmics
- Amoxi/clavulànic = Amoxicil·lina/àcid clavulànic

## Antibiòtics citats
| - Penicil·lines - Cefalosporines | - Macròlids - Quinolones | - Altres |

## Aparell respiratori

### Otitis externaaguda
Gèrmens:
- Més freqüents: polimicrobiana, Staph. aureus, Pseud. aeruginosa
- Altres poden ser per Candida

| Tractament de l'OEA | Tractament de l'OEA |
| --- | --- |
| Quadres lleus - Dolor i pruïja de grau baix - CAE poc edematós Quadres moderats - Dolor i pruïja de grau mitja - CAE parcialment obstruït                                  | AINE Ciprofloxacina + fluocinolona: 3g/8h × 7d Antecedent de perforació timpànica o tubs de drenatge: evitar gentamicina Cas de compromís cutani per veïnatge o de risc de complicacions: Quinolones vo |
| Otitis externa localitzada : - Presencia de furóncol | Amoxi/clavulànic |
| Otitis externa maligna o necrotitzant - Dolor intens inicia a CAE realitzant osteomielitis de temporal - Immunodeprimits - Diabètics mal controlats - Infeccions recurrent | Ciprofloxacina + fluocinolona: 4-5g/8h × 10d Ciprofloxacina 750/12h × l0d |

### Otitis mitjanaaguda
Gèrmens: Strep. pneumoniae, Haemophilus, Strep. pyogenes, Staph. aureus, Moraxella catarralis
| Tractament de l'OMA                                                       | Tractament de l'OMA                                                       | Tractament de l'OMA                                   |
| ------------------------------------------------------------------------- | ------------------------------------------------------------------------- | ----------------------------------------------------- |
| No complicada: - símptomes lleus-moderats - escassa repercussió sistèmica | No complicada: - símptomes lleus-moderats - escassa repercussió sistèmica | Amoxicil·lina 500/8h × 5-7d                           |
| Complicada: - símptomes severs - repercussió sistèmica                    | Complicada: - símptomes severs - repercussió sistèmica                    | Amoxi/clavulànic 875/8h × 5-7d                        |
| En: - Immunodeprimits - Diabètics - Recurrent - Evolució tòrpida          | En: - Immunodeprimits - Diabètics - Recurrent - Evolució tòrpida          | Amoxi/clavulànic 875/8h × 10-14d                      |
|                                                                           | Al·lèrgia β-l.                                                            | Azitromicina 500/d × 3d Levofloxacina 500/24h × 5-14d |

### Rinosinusitisaguda
Gèrmens: Virus, Moraxella, Strep. pneumoniae, Haemophilus
| Tractament de la (rino)sinusitis aguda | Tractament de la (rino)sinusitis aguda |
| --- | -------------------------------------- |
| D'elecció | Amoxicil·lina 500-1000/8h × 5-7d       |
| Pacients amb - Infecció greu - Assistència a guarderies - > de 65 anys - Hospitalització recent - Immunocompromesos - Ús d'antibiòtics al mes anterior | Amoxi/clavulànic 875/8h × 5-7d         |
| Al·lèrgia β-l. | Claritromicina 500/12h × 5d            |

### Faringoamigdalitisaguda
Gèrmens: >50% són degudes a virus. Entre un 5-15% degudes a estreptococs beta-hemolítics del Grup A (Strep. pyogenes).
Per afinar el possible diagnòstic i el corresponent tractament s'utilitzen els criteris de Centor, per tractar, així, la faringoamigdalitis estreptocòccica.
| Tractament de la faringoamigdalitis aguda                                   | Tractament de la faringoamigdalitis aguda                                    |
| --------------------------------------------------------------------------- | ---------------------------------------------------------------------------- |
| Elecció                                                                     | Penicil·lina V 500/8-12h × 7d Amoxicil·lina 500/8-12h × 7d                   |
| Si: - Repetició (>5 vegades en 1a) - Dificultat per completar el tractament | Penicil·lina benzatina 1.200.000 Ul/im/DU                                    |
| Al·lèrgia β-l.                                                              | Clindamicina 300 mg/8h/vo × 10d Azitromicina 500 mg 1r dia, seguit de 250 mg |

### Bronquitis aguda
Gèrmens: principalment virus
| Tractament de la bronquitis aguda | Tractament de la bronquitis aguda | Tractament de la bronquitis aguda                     |
| --------------------------------- | --------------------------------- | ----------------------------------------------------- |
| Pacient sa                        | tractament simptomàtic            | si persisteix: Amoxicil·lina 500/8h/5d                |
| Comorbiditats                     | ICC, immunidep, ancians, DM       | Amoxi/clavulànic: 500/8h × 5d                         |
| Sospita Bordetella pertussis      |                                   | Claritromicina 500/12h × 7d Azitromicina 500/24h × 3d |
| Al·lèrgia                         |                                   | Levofloxacina 500/24h × 5d                            |

### Malaltia pulmonar obstructiva crònica (MPOC) aguditzada
Gèrmens:
- Principalment bacils: Haemoph. influenzae, Strep. pneumoniae, Moraxella, també virus.
- En pacients recentment hospitalitzats: Staph. aureus, enterobacteris, Pseud. aeruginosa.

La indicació de tractament antibiòtic se sol basar en la presència de tres signes clínics descrits com a "cardinals" de l'MPOC, els criteris i classificació d'Anthonisen.
| Tractament en MPOC | Tractament en MPOC | Tractament en MPOC                                        |
| --- | ------------------ | --------------------------------------------------------- |
| - FEV1 < 50% o - Si es compleixen - 2 o més criteris d'Anthonisen o - augment de la purulència | Elecció            | Amoxi/clavulànic 875/8h × 10d                             |
| - FEV1 < 50% o - Si es compleixen - 2 o més criteris d'Anthonisen o - augment de la purulència | Alternatives       | Cefuroxima 500-1000/8-12h × 7d Levofloxacina 500/24h × 7d |
| Si hi ha risc d'infecció per Staph. aureus, enterobacteris o Pseudomonas (*) |                    | Ciprofloxacina 500/12h × 7d Levofloxacina 500/24h × 7d    |
| Tractament a llarg termini amb macròlids en pacients d'alt risc amb mes de 3 aguditzacions l'any anterior tot i un tractament inhalat adequat, redueix de forma significativa el nombre d'aguditzacions |                    | Azitromicina 500/d × 3d/setmana Durant 1 any              |

(*) Risc d'infecció per Pseudomonas:
- Administració d'antibiòtics als 3 mesos previs o 4 cicles de tractament antibiòtic durant el 1r any
- FEV1 < 30%
- Bronquièctasis significatives
- Tractament amb glucocorticoides o immunosupressors

### Pneumòniaadquirida en la comunitat
Gèrmens: Strep. pneumoniae, Haemoph. influenzae, BGN, Staphylococcus, legionel·la, clamídia, Coxiella, aspiracio BGN, virus 
Clínicament podem distingir dos tipus de pneumònia:
- Sdm. típica: inici agut, febre elevada, calfreds, dolor toràcic pleurític, tos productiva, auscultació amb crepitants. A la Rx de tòrax: condensació lobar, broncograma aeri o vessament pleural.
- Sdm. atípica: inici subagut, afebril o febrícula, nàusees, vòmits, diarrea, artromiàlgies, tos escassa, auscultació anodina. A la Rx de tòrax: patró intersticial.
- Sdm. mixta: característiques dels dos grups inicialment presenta símptomes de l'atípica i posteriorment de la típica + freqüent per legionel·la

| Pneumònia que no requereix hospitalització | Pneumònia que no requereix hospitalització | Pneumònia que no requereix hospitalització                                        |
| ------------------------------------------ | ------------------------------------------ | --------------------------------------------------------------------------------- |
| Manifestació típica                        | Sense FR                                   | Amoxicil·lina 1g/8h × 7d                                                          |
| Manifestació típica                        | Amb FR                                     | Amoxi/clavulànic 875/8h × 7-10d                                                   |
| Manifestació típica                        | Al·lèrgia β-l.                             | Levofloxacina 500/24h × 7d o Moxifloxacina 400                                    |
| Manifestació atípica                       |                                            | Claritromicina 500/12h × 10-14d o Azitromicina 500/d × 5d                         |
| Manifestació atípica                       | Al·lèrgia                                  | Levofloxacina 500/24h o Moxifloxacina 400/24h                                     |
| Pneumonia intederminada                    |                                            | Levofloxacina 500/24h o Moxifloxacina 400/24h Amoxicil·lina 1g + Azitromicina 500 |

## Aparell urinari

### Cistitisaguda en la dona
Gèrmens: E. coli, BGN, enterococs
| Tractament de la cistitis aguda | Tractament de la cistitis aguda | Tractament de la cistitis aguda                                                    |
| ------------------------------- | ------------------------------- | ---------------------------------------------------------------------------------- |
| Elecció                         | Elecció                         | Fosfomicina 3g DU                                                                  |
| Alternatiu                      | Gestant                         | Cefuroxima 250-500/12h × 5-7d                                                      |
|                                 | No gestant                      | Cefuroxima 250-500/12h × 5d Nitrofurantoïna 50-100/12h × 5d (sols si f. glom > 45) |

Nitrofurantoïna elecció Kpneumoniae no BLEE.

### IU recurrent
Reinfecció entre> 15-60 dies de la darrera infecció: Son noves IU causades per soques diferents
| Tractament de la cistitis recurrent        | Tractament de la cistitis recurrent | Tractament de la cistitis recurrent |
| ------------------------------------------ | ----------------------------------- | ----------------------------------- |
| < 3 episodis any                           | Elecció                             | Fosfomicina 3g dosi U               |
| < 3 episodis any                           | Alternativa                         | Cefuroxima 500/12h × 5-7d           |
| >3 episodis any o 2 darrers 6m (recurrent) |                                     | Cefuroxima 500/12h × 7d             |

### IU recidivant
Infecció per la mateixa soca abans de 15 d'acabar ATB. Causes: Acantonament microorganisme en lloc inaccessible a ATB (patologia urològica) o ús ATB inadequat, sense causa aparent.
Pot estar indicat fer tractament profilàctic de 6m: ATB a baixes dosi, ja que:
- Disminueixen la concentració d'enterobacteris uropatògens del reservori fecal: fluoroquinolones o cotrimoxazole
- Produeixen esterilització orina intermitentment (nitrofurantoïna)
- O bé perquè les concentracions subinhibitories de l'antimicrobià inhibirien adhesió bacteriana a cèl·lules de la mucosa vesical (fosfomicina)

|                  | profilaxis IU  |        |          |
| ---------------- | -------------- | ------ | -------- |
| Elecció          | Cotrimoxazole  | 40/200 | 0-0-1    |
|                  | Ciprofloxacina | 250    | 0-0-1    |
|                  | Fosfomicina    | 3g     | cada 10d |
| Si IU postcoital | Fosfomicina    | 3g     | DU       |

En una metaanàlisi amb 219 dones amb IUR, la nitrofurantoïna 50mg nocturna es va considerar apropiada i amb bon perfil de seguretat.
Fer urocultiu cada 1-2m
Si reinfecció durant profilaxis, se suspèn la QMP s'inicia trac empíric convencional canviant ATB.
| Altres estratègies prevenció IUR                                                                                        | Altres estratègies prevenció IUR | Altres estratègies prevenció IUR                                                       | Altres estratègies prevenció IUR                                  |
| --- | -------------------------------- | -------------------------------------------------------------------------------------- | ----------------------------------------------------------------- |
| Estrògens locals (canvis en pH)                                                                                         |                                  | 3 dies setmana                                                                         |                                                                   |
| D-manosa, natriucèutic (nabius: Uriex, Cistoclean) (Inhibició de l'adherència i producció de fímbries dels uropatògens) |                                  | Activitat antimicrobiana                                                               | dosi?, temps, no efectius prevencio IUR en sondatges intermitents |
| Vacuna oral | Eficàcia transitòria ++++        | Estudi recent: Extracte EC /3m i 3 records els primers 10d 7/8/9 m redueix IUR als 12m | Eficàcia a llarg termini?                                         |
| Altres |                                  |                                                                                        |                                                                   |
| Oligosacàrids que inhibeixen la fixació dels bacteris                                                                   | Experimental                     |                                                                                        | Avantatge: no induirien resistència a ATB                         |
| Acidificació orina | Àcid ascorbic 2g                 | No eficàcia                                                                            |                                                                   |
| Metenamina, antisèptic acidificacio orina probiòtic (Hiprex): /12h                                                      |                                  |                                                                                        | Quan fracassin altres alternatives en bufeta neurògena            |
| Lactobacillus productors de peròxid d'hidrogen (via vaginal)                                                            |                                  |                                                                                        | Pot ser eficaç, precisem més estudis                              |
| Instil·lació intravesical amb soques EC avirulentes                                                                     |                                  |                                                                                        | 2 estudis lesionats medul·lars, reducció del 50% incidència d'IU  |

### Pielonefritisaguda no complicada en la dona
Gèrmens:
- Habituals: E. coli, klebsiel·la, pròteus, Staph. saprophycus
- Menys habituals: Pseudomonas aeruginosa, enterococs, Staph. aureus, estreptococ grup B, Candida

| Pielonefritis aguda no complicada | Pielonefritis aguda no complicada                  |
| --------------------------------- | -------------------------------------------------- |
| Elecció                           | Cefuroxima 500/12h × 7d                            |
| Alternatives                      | Cefixima 400/24h × 7d Amoxi/clavulànic 875/8h × 7d |
| Al.lergia                         | Ciprofloxacina 500/12/7d                           |

### Infecció urinària en l'home
Gèrmens: E. coli, pròteus, klebsiel·la, Pseudomonas, enterococs
Fer urocultiu pre i post tractament
| Tractament de la infecció urinària                                         | Tractament de la infecció urinària                                         | Tractament de la infecció urinària                                                       |
| -------------------------------------------------------------------------- | -------------------------------------------------------------------------- | ---------------------------------------------------------------------------------------- |
| No complicada: - < 40a - sense processos previs - sense malaltia sistèmica | No complicada: - < 40a - sense processos previs - sense malaltia sistèmica | Fosfomicina 3g, 2 dosi separades 48-72h                                                  |
| Complicada                                                                 | Sense prostatitis ni pielonefritis                                         | Cefuroxima 250-500/12h × 7-d Ciprofloxacina 500/12h × 7-d Cotrimoxazole 800/160x 7d      |
| Complicada                                                                 | Amb prostatitis no complicada o pielonefritis                              | Cefuroxima 250-500/12h × 14d Ciprofloxacina 500/12h × 14d Cotrimoxazole 800/160/12hx 14d |
| ITU recurrent                                                              | ITU recurrent                                                              | Ciprofloxacina 400/12h x 4s                                                              |

### Prostatitisbacteriana aguda
Gèrmens: E. coli, Pseudomonas, klebsiel·la, pròteus 
Cal tractament precoç en la no complicada, si és complicada valorar remetre a urgències.
| Prostatitis bacteriana aguda | Prostatitis bacteriana aguda                                                           |
| ---------------------------- | -------------------------------------------------------------------------------------- |
| Elecció                      | Cefuroxima 500/12h x 2s                                                                |
| Alternatiu                   | Ciprofloxacina 500/12h x 2s Levofloxacina 500/24h x 2s Cotrimoxazole 800/160 /12h x 2s |

### Infecció urinària en elpacient sondat
Gèrmens: polimicrobianes: Pseudomonas, klebsiel·la, enterococs, llevats (Candida)
Tractar si presenta símptomes. Si els símptomes/signes són greus cal valorar ingrés.
| Tractament en el pacient sondat                                                                               | Tractament en el pacient sondat | Tractament en el pacient sondat | Tractament en el pacient sondat |
| --- | ------------------------------- | ------------------------------- | ------------------------------- |
| Profilaxi prèvia a: - IQ urològica - Canvi de sonda en: - Immunodepressió - Infeccions simptomàtiques prèvies |                                 |                                 | ATB 30-60’ abans de la IQ       |
| Bacteriúria asimptomàtica amb sondatge > 2s                                                                   | Canvi sonda                     |                                 | -                               |
| Simptomàtica no complicada (sols tenesme, ni febre ni afectació de l'estat general)                           | Canvi sonda + urocultiu         | Elecció                         | Cefuroxima 500/12h × 7d-14d     |
| Simptomàtica no complicada (sols tenesme, ni febre ni afectació de l'estat general)                           | Canvi sonda + urocultiu         | Al·lèrgia β-l.                  | Ciprofloxacina 500/12h × 7-14d  |

## Cistitis perCandida
Si sondatge: Canvi de sonda
Fluconazole 200/12h × 7d.

### Bacteriúriaasimptomàtica
Gèrmens: + prevalent: E. coli
Realitzar urinocultiu de control 
| Tractament de la bacteriúria asimptomatica | Tractament de la bacteriúria asimptomatica | Tractament de la bacteriúria asimptomatica                |
| ------------------------------------------ | ------------------------------------------ | --------------------------------------------------------- |
| Gestants Abans de IQ genitourinària        | Elecció                                    | Fosfomicina 3g dosi única                                 |
| Gestants Abans de IQ genitourinària        | Alternatiu                                 | Cefuroxima 250-50/12h × 5-7d Amoxi/clavulànic 500/8h × 5d |

## Aparell digestiu

### Infeccions odontògenes
Gèrmens: Polimicrobians i anaerobis
| Tractament de les infeccions dentals | Tractament de les infeccions dentals | Tractament de les infeccions dentals                                           |
| ------------------------------------ | ------------------------------------ | ------------------------------------------------------------------------------ |
| Elecció                              | Inicial                              | Amoxicil·lina 500/8h × 5d                                                      |
| Elecció                              | No millora en 48h                    | Amoxi/clavulànic 500-875/8h × 5d                                               |
| Al·lèrgia β-l.                       |                                      | Clindamicina 300/8h × 7d Metronidazole 250/8h × 5d Claritromicina 250/12h × 5d |

### Gastroenteritisbacteriana aguda
Gèrmens:
- Shigel·la, Salmonella enterica, E. coli, campilobàcter
- Incubació <12h: Stafilococcus aureus, Bacillus cereus i Clostridium perfringens (causada per enterotoxines -> no indicat ATB)

Es valora tractament en diarrea de >5d, afectació estat general, febre o femta sang i moc.
| Tractament de la GEA (no per enterotoxines) | Tractament de la GEA (no per enterotoxines) |
| ------------------------------------------- | ------------------------------------------- |
| Elecció                                     | Ciprofloxacina 500/12h × 3-5d               |
| Alternatiu                                  | Azitromicina 500/24h × 3-5d.                |

### Abscés perianal
Gèrmens: Strep. pyogens, Staph. aureus
Desbridament urgent. ATB si pacient greu o després de desbridament.
| Tractament de l'abscés perianal | Tractament de l'abscés perianal                          |
| ------------------------------- | -------------------------------------------------------- |
| Elecció                         | Amoxi/clavulànic 875 /8h × 10d                           |
| Al·lèrgia β-l.                  | Ciprofloxacina 750/12h × 10d Metronidazole 500/8h × 10d. |

## Afectació de parts toves i miscel·lània

### Cel·lulitis
Gèrmens: Strep. pyogens, Staph. aureus sensible a la meticil·lina
| Tractament de la cel·lulitis  | Tractament de la cel·lulitis                                                         |
| ----------------------------- | ------------------------------------------------------------------------------------ |
| Elecció                       | Cloxacil·llina 500/6h × 5-10d si complicades Amoxi/clavulànic 500/8h × 7d            |
| Sospita SARM o Al·lèrgia β-l. | Clindamicina 300-600/8h × 7-10d (si complicada) Cotrimoxazole 800/160 / 12h × 7-10d. |

### Ferida permossegada
Gèrmens: Anaerobis, estafilococs, Strep. viridans
Profilaxi en: 
- Cara, mans, articular.
- Més de 8h evolució
- Mossegada de gat
- Pèrdua teixit important o ferida penetrant
- Immunodeprimits.

|                             | Tipus mossegda |                                                                       |
| --------------------------- | -------------- | --------------------------------------------------------------------- |
| Elecció                     | Animal         | Amoxi/clavulànic 875/8h × 3-5d                                        |
| Elecció                     | Humana         | Amoxi/clavulànic 875/8h × 5-7d                                        |
| Alternatiu o Al·lèrgia β-l. | Animal         | Moxifloxacina 400/24h × 3-5d Clindamicina 300/8h + Cefuroxima 500/12h |
| Alternatiu o Al·lèrgia β-l. | Humana         | Moxifloxacina 400/24h × 5-7d Clindamicina 300/8h + Cefuroxima 500/12h |

### Úlcera per pressióopeu diabètic
Gèrmens: Estafilococ sensible a meticil·lina, estreptococs, enterococs
| Tractament de l'úlcera per pressió o el peu diabètic | Tractament de l'úlcera per pressió o el peu diabètic | Tractament de l'úlcera per pressió o el peu diabètic |
| ---------------------------------------------------- | ---------------------------------------------------- | ---------------------------------------------------- |
| Elecció                                              |                                                      | Cloxacil·llina 500/6h × 7-14d                        |
| Elecció                                              | Tractats prèviament                                  | Amoxi/clavulànic 875/8h × 7-14d                      |
| Elecció                                              | Risc SARM                                            | Cotrimoxazole 800/160 /12h × 5-14d.                  |
| Alternatiu                                           |                                                      | Clindamicina 300/8h × 7-14d                          |

### Abscessos,sebacisinfectats
Gèrmens: Strep. pyogens, Staph. aureus S a meticil.lina
Tractament: desbridament
ATB en fase de cel·lulitis sense fluctuació
| Tractament dels abscessos i sebacis infectats | Tractament dels abscessos i sebacis infectats                      |
| --------------------------------------------- | ------------------------------------------------------------------ |
| Elecció                                       | Cloxacil·llina 500/6h × 5-10d Amoxi/clavulànic 500/8h × 10d        |
| Al·lèrgia β-l. o SARM                         | Cotrimoxazole 800/160 /12h × 5-10d Clindamicina 300-600/8h × 5-10d |

### Profilaxi de l'endocarditis
Gèrmens: Estreptococs, enterococs, estafilococs
| Profilaxis de l'endocarditis | Profilaxis de l'endocarditis               |
| ---------------------------- | ------------------------------------------ |
| Elecció                      | Amoxicil·lina 2g vo 30-60' procediment     |
| Al·lèrgia β-l.               | Clindamicina 600mg vo 1h previ procediment |

### Mastitisaguda puerperal
Gèrmens: Staph. aureus, estreptococs A i B, E. coli
| Tractament de la mastitis aguda puerperal | Tractament de la mastitis aguda puerperal                          |
| ----------------------------------------- | ------------------------------------------------------------------ |
| Elecció                                   | Cloxacil·llina 500/6h × 7d Amoxi/clavulànic 875/8h                 |
| Al·lèrgia β-l. o SARM(*)                  | Clindamicina 300-600/8h × 7-10d Cotrimoxazole 800/160 /12h × 7-10d |

(*) SARM: Staphylococcus aureus resistent a la meticil·lina

### Mastitis aguda no puerperal
Gèrmens: polimicrobians
| Tractament de la mastitis aguda no puerperal | Tractament de la mastitis aguda no puerperal              |
| -------------------------------------------- | --------------------------------------------------------- |
| Elecció                                      | Calor local + AINE + Amoxi/clavulànic 875/8h × 7-10d      |
| Al·lèrgia                                    | Clindamicina 300/8h × 7-10d Moxifloxacina 400/24h × 7-10d |